# Lybiinae
A Lybiinae a madarak (Aves) osztályának a harkályalakúak (Piciformes) rendjébe, ezen belül a Lybiidae családjába tartozó alcsalád.

## Rendszerezés
Az alcsaládba az alábbi 6 nem és 37 faj tartozik:
- Buccanodon G.R. Gray, 1855 – 1 faj
- Gymnobucco Bonaparte, 1850 – 4 faj
- Lybius Hermann, 1783 – 12 faj; típusnem
- Pogoniulus Lafresnaye, 1842 – 10 faj
- Stactolaema C. H. T. Marshall & G. F. L. Marshall, 1870 – 4 faj
- Tricholaema J. Verreaux & E. Verreaux, 1855 - 6 faj